# 近江化工
近江化工株式会社は、大阪府大阪市に本社を置く企業。

## 概要
主な事業はプラスティック製品の金型製造・成形・組立である。
強い現場力と現地・現物・現実の「三現＋原理・原則主義」を経営風土としている。

## 沿革
- 1948年 - 日進工業製作所創業（プラスティック製薬品容器の製造）

- 1950年 - 金型部門-仕上げ部門を設置し、各種プラスチック製品の製造開始

- 1951年 - 近江化工株式会社へ改組設立

- 1968年 - 大阪中小企業投資育成（株）の投資を受け東大阪市に鴻池工場新設および本社金型工場の拡大

- 1969年 - 福井県武生市（現 越前市）に福井工場新設

- 1978年 - 米国ＵＬモルダープログラム認定工場取得

- 1986年 - 電気用品取締法第3条登録認可

- 1993年 - 奈良工場大型成形専門工場新設

- 2001年 - 大阪地区　ISO9002認証取得

- 2003年 - 大阪地区　ISO9001認証取得

- 2004年 - 大阪地区　ISO14001認証取得　奈良工場AGI導入　中国無錫市に生産拠点設立（独資）

- 2008年 - 組立工場新築（福井）

- 2009年 - 奈良工場　ISO14001認証取得

- 2016年 - ベトナム　ロンドウック工業団地に生産拠点設立（独資）

## 事業所
- 本社 - 大阪市生野区新今里2-4-2

- 鴻池工場 - 東大阪市東鴻池町4-2-22

- 福井工場 - 福井県越前市塚町54-6

- 奈良工場 - 奈良県奈良市都祁友田町1359

- 中国工場 - 江蘇省無錫市新区碩放工業園区5期D3-1　無錫近江塑料模具有限公司

- ベトナム工場 - N3-2, PLANT RENTAL 5-6, LONG DUC INDUSTRIAL PARK, LONG DUC COMMUNE, LONG THANH DISTRICT, DONG NAI PROVINCE